# Domaniowice
Domaniowice – wieś w Polsce położona w województwie dolnośląskim, w powiecie głogowskim, w gminie Żukowice.

## Nazwa
Nazwa miejscowości (też: Domagniewice) wywodzi się od niezachowanego w dawnych dokumentach staropolskiego imienia Domagniew.

## Podział administracyjny
W latach 1975–1998 miejscowość administracyjnie należała do województwa legnickiego.

## Demografia
Liczba mieszkańców miejscowości w poszczególnych latach:
| Rok  | Ilość mieszkańców |
| ---- | ----------------- |
| 1998 | 118               |
| 2002 | 92                |
| 2009 | 105               |
| 2011 | 100               |
| 2021 | 87                |